# Frullato
Frullato (wł. trząść), także Flatterzunge (niem. trzepoczący język) - technika gry możliwa na niektórych instrumentach dętych, dająca efekt podobny do tremolo, ale wykonywana na nieprzerywanym dźwięku i bez zmiany jego wysokości.
Stosowana jest najczęściej od początku zadęcia. Polega na wprawianiu języka muzyka w szybkie drgania przy wymawianiu głosek trrr... Może być wykonywana na kilku kolejnych dźwiękach.
Jako środek kompozytorski stosowana najczęściej jest w utworach na flet poprzeczny, rzadziej na mniejsze instrumenty dęte blaszane.
W zapisie nutowym stosuje się pełne nazwy albo skróty frull. lub flatt.